# Bokstavsgroda
Bokstavsgroda (Proceratophrys boiei) är en groddjursart som först beskrevs av Maximilian zu Wied-Neuwied 1824.  Proceratophrys boiei ingår i släktet Proceratophrys och familjen Cycloramphidae. IUCN kategoriserar arten globalt som livskraftig. Inga underarter finns listade i Catalogue of Life.
Bokstavsgrodan är 15–20 centimeter lång och förekommer i mellersta och tropiska Brasilien.